# بالاتون‌اندرد
بالاتون‌اِندرِد (به مجاری: Balatonendréd) یک شهرداری در مجارستان است که در ناحیه شیوفوک واقع شده‌است. بالاتون‌اندرد ۴۰٫۰۲ کیلومتر مربع مساحت و ۱٬۳۱۱ نفر جمعیت دارد.